# Homme de l'année de la LIH
Le prix Homme de l'année en LIH, de son vrai nom en anglais : IHL Man of the Year est un trophée individuel de hockey sur glace. C'est une récompense remise de 1992-1993 à 2000-2001 au joueur dans la Ligue internationale de hockey s'étant démarqué par son action auprès de sa communauté. Le trophée est également connu sous le nom de trophée John-Sniders.

## Gagnant du trophée
| Année | Gagnant          | Équipe                 |
| ----- | ---------------- | ---------------------- |
| 1993  | Robbie Nichols   | Gulls de San Diego     |
| 1994  | Terry Ficorelli  | n/d                    |
| 1995  | Mike MacWilliam  | Grizzlies de Denver    |
| 1996  | Graeme Townshend | Aeros de Houston       |
| 1997  | Tim Breslin      | Wolves de Chicago      |
| 1998  | Rod Miller       | Grizzlies de l'Utah    |
| 1999  | Chris Marinucci  | Wolves de Chicago      |
| 2000  | Pat MacLeod      | Cyclones de Cincinnati |
| 2001  | Wendell Young    | Wolves de Chicago      |